# Wenceslaus I van Legnica
Wenceslaus I van Legnica (1318 - 2 juni 1364) was een Silezisch hertog uit het huis der Piasten. Hij was hertog van Namysłów vanaf 1338 en van Legnica-Brieg vanaf 1342 tot zijn dood. Hij was de oudste zoon van Bolesław III de Verkwister en van Margaretha van Bohemen en was genoemd naar zijn grootvader langs moederskant, koning Wenceslaus II van Bohemen.
Rond 1338 huwde Wenceslaus met Anna (1325 - 1367), dochter van hertog Casimir I van Teschen. Zij kregen vijf kinderen:
1. Ruprecht I (27 maart 1347 - vóór 12 januari 1409).
2. Wenceslaus II (1348 - 30 december 1419).
3. Bolesław IV (1349 - 3 of 4 maart 1394).
4. Hedwig (1351 - 1 augustus 1409), in 1372 gehuwd met Hendrik VI van Głogów-Żagań.
5. Hendrik VIII (1355 - 12 december 1398).